# 82 mm moździerz 2B14 Podnos
2B14 Podnos – radziecki moździerz kalibru 82 mm zaprezentowany w 1983 roku.
Broń wykorzystuje amunicję wspólną z moździerzem 2B9 Wasilok.